# Akagi (manga)
Akagi (アカギ) és un manga de temàtica mahjong, escrit i dibuixat per Nobuyuki Fukumoto, publicat per primera vegada en 1992. Destacat en el setmanari Modern Mahjong, és una seqüela del seu anterior treball Ten, on el qual el protagonista principal, Akagi, també apareix. A causa de la seua popularitat, el manga ha sigut adaptat a dues pel·lícules d'imatge real, i un anime de 26 episodis que començà a emetre's en Japó a finals de 2005.

## Història
La història gira al voltant de les partides de Mahjong d'Akagi Shigeru. Després d'un desafiament a mort en el joc de la gallina Akagi indiferentment entra a una sala de Mahjong Yakuza per despistar a la policia. Fins i tot no estar familiaritzat amb les normes del Mahjong, la seva intuïció al joc li és suficient per romandre durant un temps jugant, Nangou, i li concedirà un seient a la taula de joc. Com que la nit avança, el problema es planteja tant en el joc i com fóra d'ell per a Akagi, que està sota la sospita de la policia local. Tanmateix, Akagi supera la situació amb les seves tàctiques, desafiant la vida i les oportunitats. Quan ix de la casa de jocs d'atzar, cap dels presents dubta del seu geni.
Durant l'arc argumental, Akagi s'enfronta i derrota a diversos oponents de Mahjong, cadascun amb el seu propi estil de joc. El geni d'Akagi li permet la victòria, en última instància, davant "El rei del Mahjong a l'ombra" del Japó i convertint-se en una llegenda.